# Palazzo Ricci (Jesi)
Il Palazzo Ricci è un'antica dimora nobiliare della città di Jesi, nelle Marche.
Sorge in piazza Gaspare Spontini, all'angolo con, l'antico cardo massimo, davanti a Palazzo Leopardi, e di fianco al Municipio. Costituisce uno dei migliori esempi dell'Architettura rinascimentale della città.

## Storia e descrizione

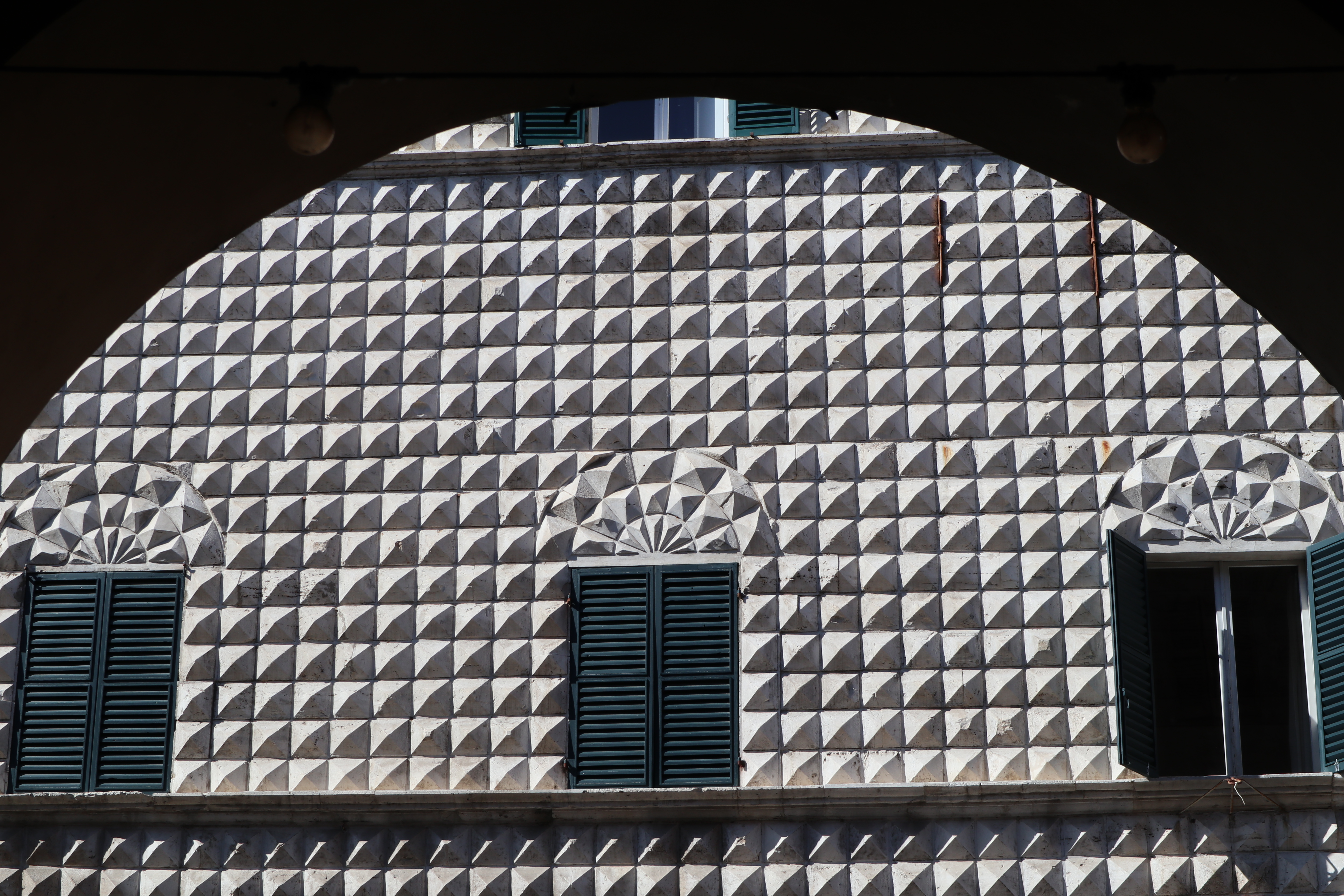
Particolare della facciata a bugnato a punta di diamante

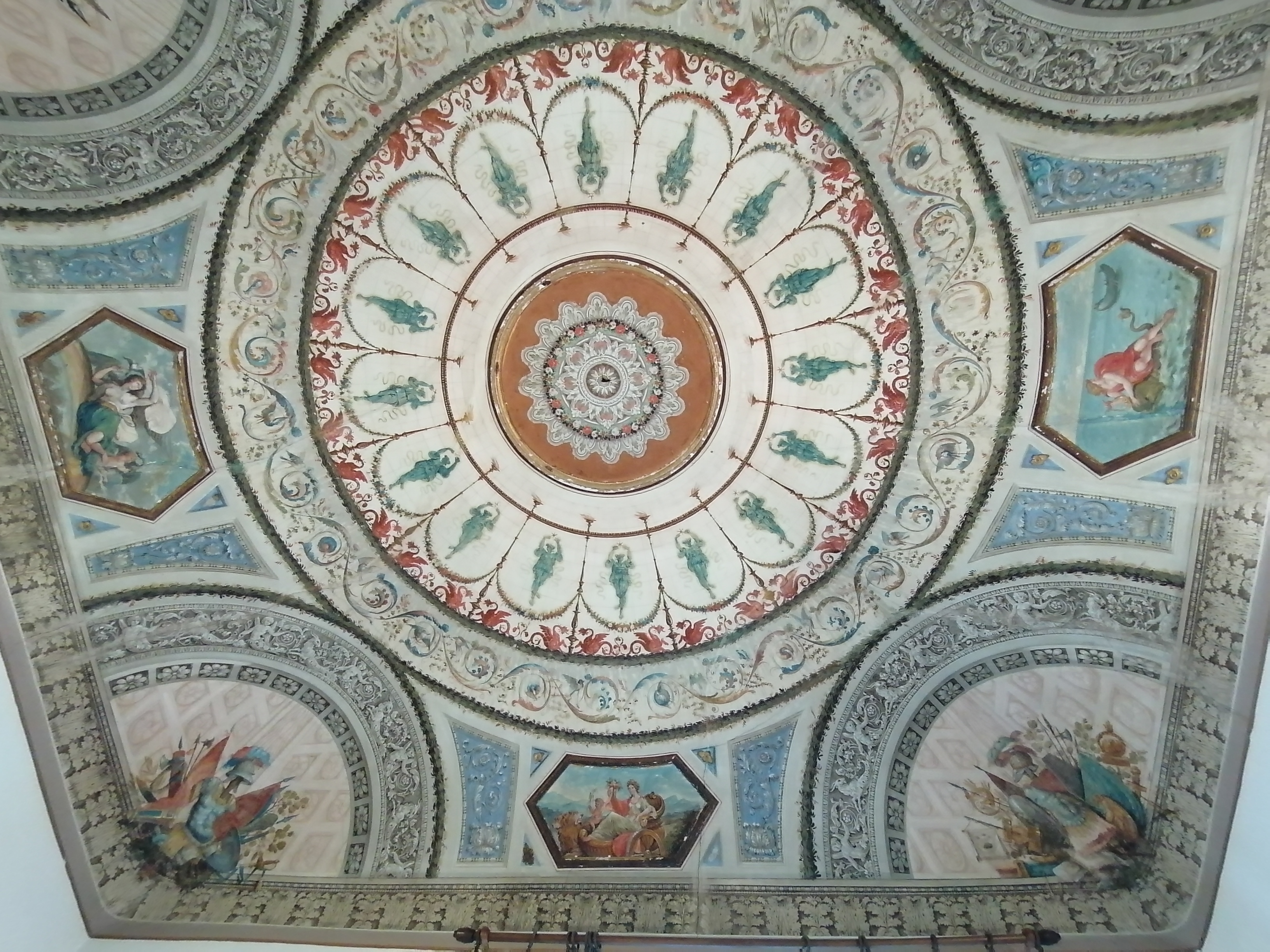
Uno dei soffitti interni.

Il terreno era già da tempo appartenente alla nobile famiglia locale dei Conti Ricci e si addossava alle mura cittadine, sul luogo dell'allora Rocca pontelliana. Nel 1544 Vincenzo di Costantino Ricci commissionò la ricostruzione del palazzo cittadino all'architetto Guido di Giovanni da Bellinzona. Quest'ultimo si ritirò l'anno successivo e i lavori furono proseguiti da Pierantonio di Baldassarre da Carena, e in seguito terminati da due costruttori jesini, Guido di Giovanni e Giovanpietro di Beltrani nel 1547.
L'edificio, a due piani, si erge su un portico a sei archi a tutto sesto intercalati da lesene. Caratteristica del palazzo è la bella facciata principale, rivestita a bugnato a punta di diamante in pietra bianca d'Istria, che si ispira al celebre Palazzo dei Diamanti di Ferrara, e al più vicino Palazzo Mozzi di Macerata; realizzato appena qualche anno prima.
Con l'abbattimento della "Rocca pontelliana", nel 1890, il palazzo venne notevolmente ampliato sul terreno fino ad allora occupato dal torrione meridionale della fortezza. Fu allora che si realizzò il prospetto posteriore che dà sul retro della centrale Piazza della Repubblica. Addossata a quest'ampliazione è la facciata neoclassica di Palazzo Magnanelli, su tre arconi e scandita da possenti colonne, che fa anche da chiusura scenografica a Corso Matteotti, il lungo asse di addizione della città settecentesca, chiusa dall'altro lato dall'Arco Clementino.